# 印第安湖 (賓夕法尼亞州)
印第安湖（Indian Lake）是美國賓夕法尼亞州薩默塞特縣的一個行政區。印第安湖總面積為11.26平方公里，它是賓夕法尼亞州約翰斯敦大都市統計區的一部分。根據2020年美國人口普查的結果顯示印第安湖的總人口為391人，低於2010年的394人。印第安湖的人口密度為每平方英里109.46人（每平方公里42.26人）。
印第安湖是印第安湖高爾夫俱樂部的所在地，該俱樂部於1974年開業，是第一個由阿諾·龐馬設計的俱樂部。